# Estación de Zaragoza-Goya
Zaragoza-Goya o simplemente Goya es un apeadero subterráneo situado en la ciudad española de Zaragoza. Fue inaugurado el 3 de abril de 2012 y entró en servicio al día siguiente. Está integrada en la línea C-1 de Cercanías Zaragoza y dispone de un amplio tráfico de trenes de media distancia.

## La estación
Está situada en la isleta central de la avenida de Francisco de Goya, a la altura de los números 49-50, en el tramo comprendido entre el final de Gran Vía y Martín Ruizanglada. 
La estructura del nuevo recinto se ha realizado empleando vigas de madera laminada y pilares cilíndricos de hormigón que soportan una cubierta ondulada de cobre. En total la estación abarca una superficie que supera ligeramente los mil metros cuadrados y posee una altura máxima de diez metros. La fachada es una combinación de vidrio y de material porcelánico. Está dotada con un vestíbulo de 561 metros cuadrados de superficie útil, que alberga diversos servicios entre los que están atención al cliente, unas taquillas, diversas máquinas de autoservicio y unos aseos no abiertos al público. La estación cuenta también con una zona comercial.
El acceso al andén ubicado en la planta -1 se realiza tanto gracias a unas escaleras convencionales como a otras mecánicas y a un ascensor. Dicho andén posee una anchura de 13 metros en su parte central y una longitud de 160 metros. Está revestido con 333 paneles que han sido serigrafiados con un diseño que se inspira en diferentes obras del pintor Francisco de Goya.
El coste de construcción fue de 44,4 millones de euros.
El servicio de cercanías de Zaragoza incrementó en un 36% el número de usuarios durante el primer año de funcionamiento de la estación de Goya, alcanzando un total de 373 456. Unos 600 viajeros utilizaron diariamente, de media, esta estación en el referido periodo de tiempo.
A los 5 años de funcionamiento más de 2,1 millones de clientes habían utilizado los servicios de Renfe en la estación de Goya de Zaragoza, de los que 1,1 correspondían a trenes regionales y 987.851 a cercanías.

## Servicios ferroviarios

### Media Distancia
Renfe ofrece servicios de Media Distancia con sus trenes Regionales o Regional Exprés a varios destinos como Huesca, Burgos, Logroño, Tardienta, Canfranc, Madrid, Barcelona o Mora la Nueva. Además, trenes Intercity conectan con Valencia y Cartagena.

### Cercanías
La estación forma parte de la línea C−1 de la red de Cercanías Zaragoza operada por Renfe.

## Conexiones

### Tranvía
Estación de Fernando el Católico - Goya
- L1 (Mago de Oz - Avenida Academia General Militar)

### Autobús urbano
- 31 (Aljafería - Puerto Venecia)

### Taxi
Existen dos paradas de taxi muy próximas. La primera, en el lateral de la estación, sentido Tenor Fleta-Miraflores. La segunda, en Gran Vía 50, sentido Fernando el Católico-Valdespartera.

## Galería
|  |
|  |

|  |
|  |

|  |
|  |

|  |
|  |

|  |
|  |

|  |
|  |

|  |
|  |

|  |
|  |

|  |
|  |

|  |
|  |

|  |
|  |

|  |
|  |

|  |
|  |

|  |
|  |

|  |
|  |

|       |
| Andén |